# Thoris brandti
Thoris brandti är en skalbaggsart som beskrevs av Wang 1994. Thoris brandti ingår i släktet Thoris och familjen långhorningar. Inga underarter finns listade i Catalogue of Life.